# Placówka Straży Granicznej I linii „Wąchabno”

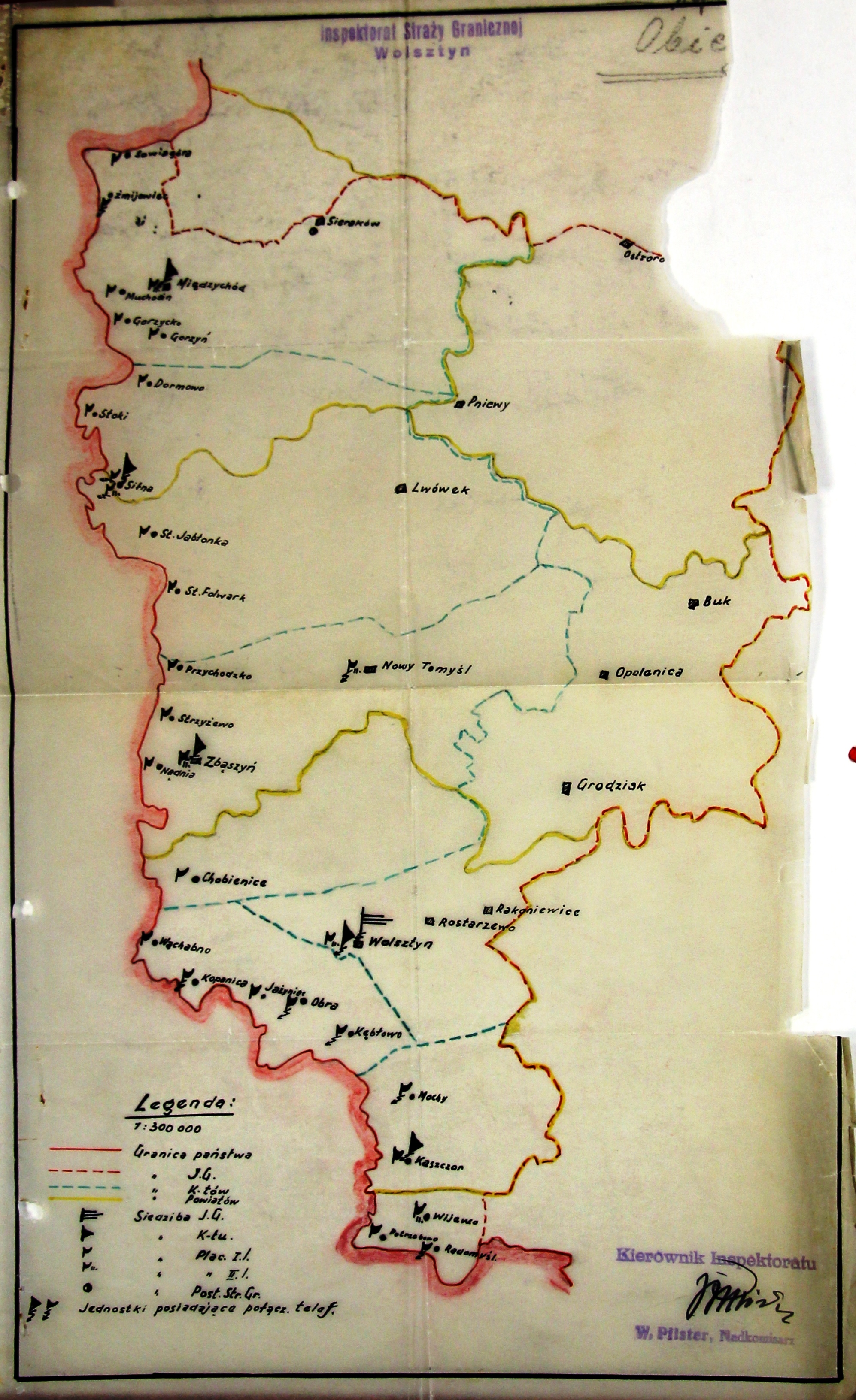
Szkic Inspektoratu Granicznego „Wolsztyn”

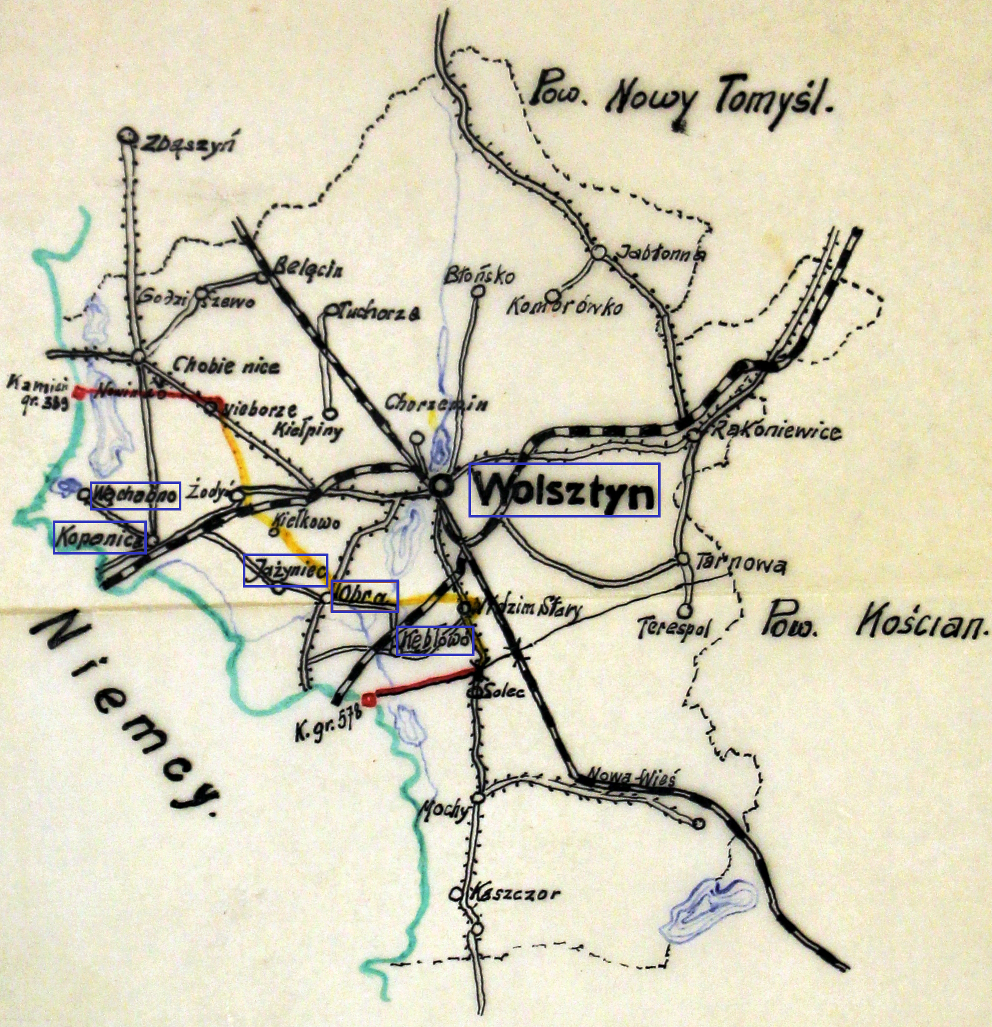
Szkic komisariatu „Wolsztyn”

Placówka Straży Granicznej I linii „Wąchabno” – jednostka organizacyjna Straży Granicznej pełniąca służbę ochronną na granicy polsko-niemieckiej w okresie międzywojennym.

## Geneza
Na wniosek Ministerstwa Skarbu, uchwałą z 10 marca 1920 roku, powołano do życia Straż Celną. Od połowy 1921 roku jednostki Straży Celnej rozpoczęły przejmowanie odcinków granicy od pododdziałów Batalionów Celnych. Proces tworzenia Straży Celnej trwał do końca 1922 roku. Placówka Straży Celnej „Wąchabno” weszła w podporządkowanie komisariatu Straży Celnej „Kopanica” z Inspektoratu SC „Międzychód”.

## Formowanie i zmiany organizacyjne
Rozporządzeniem Prezydenta Rzeczypospolitej Polskiej Ignacego Mościckiego z 22 marca 1928 roku, do ochrony północnej, zachodniej i południowej granicy państwa, a w szczególności do ich ochrony celnej, powoływano z dniem 2 kwietnia 1928 roku  Straż Graniczną.
Rozkazem nr 3 z 25 kwietnia 1928 roku w sprawie organizacji Wielkopolskiego Inspektoratu Okręgowego dowódca Straży Granicznej gen. bryg. Stefan Pasławski określił strukturę organizacyjną komisariatu SG „Wolsztyn”. Placówka Straży Granicznej I linii „Wąchabno” znalazła się w jego strukturze.
Rozkazem nr 11 z 9 stycznia 1930 roku reorganizacji Wielkopolskiego Inspektoratu Okręgowego komendant Straży Granicznej płk Jan Jur-Gorzechowski ustalił numer i nową organizację komisariatu SG „Wolsztyn”. Placówka SG I linii „Wąchabno” przeszła do komisariatu Straży Granicznej „Zbąszyń”.

## Służba graniczna
Placówka w 1936 roku mieścił się w Wąchobnie, numer domu 2. Ochraniała odcinek granicy państwowej długości 8,4 km od kamienia granicznego 389 do 432 (po sprawdzeniu 8919 m). Na terenie placówki czynne były 4 przejścia gospodarcze. Znajdowały się przy kamieniach granicznych nr 390/91, 394, 402/3, 431/2.
Sąsiednie placówki
- placówka Straży Granicznej I linii „Grójec Wielki” ⇔ placówka Straży Granicznej I linii „Kopanica” − 1928[6]

## Kierownicy/dowódcy placówki
| stopień    | imię i nazwisko  | okres pełnienia służby | kolejne stanowisko |
| ---------- | ---------------- | ---------------------- | ------------------ |
| przodownik | Franciszek Kubik | był w 1936 –           |                    |